# Sisto Badalocchio

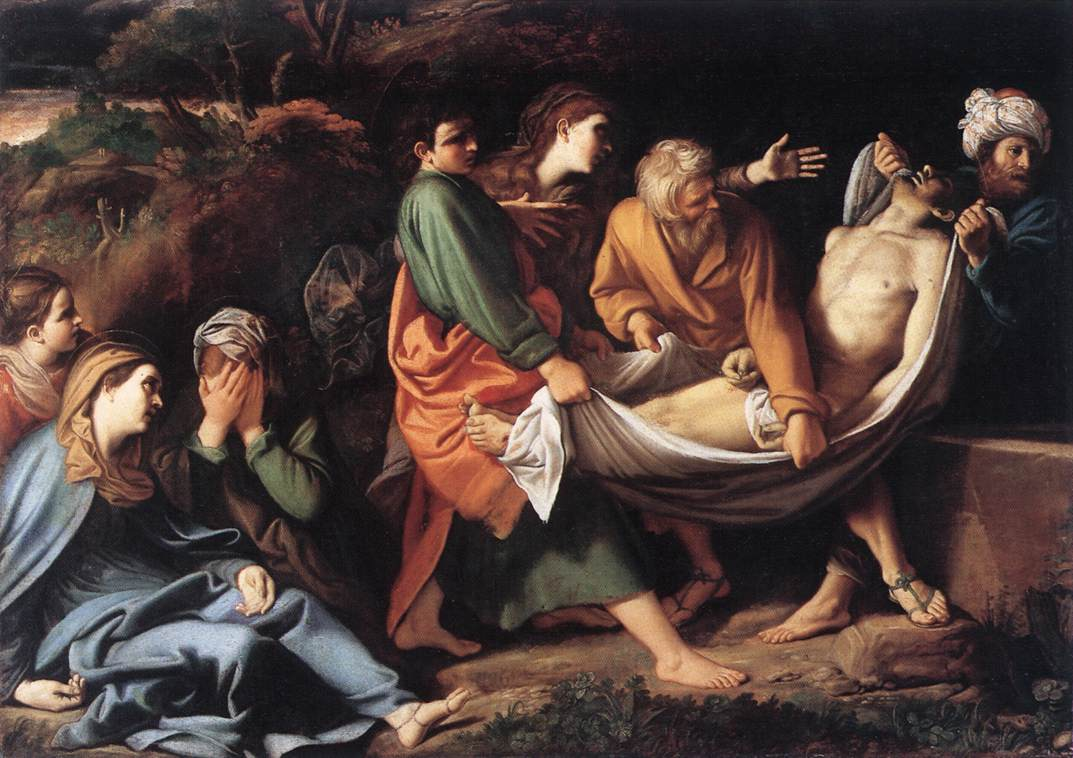
Entierro de Cristo (1610). Óleo sobre lienzo. Galería Borghese. Roma

Sisto Badalocchio Rosa (1581 o 1585 - c. 1647) fue un pintor y grabador italiano, perteneciente a la Escuela boloñesa. 
Nacido en Parma, trabajó en un primer momento bajo la dirección de Agostino Carracci en Bolonia, y luego se trasladó a Roma con Annibale Carracci. Permaneció junto a este último hasta 1609, fecha en la que regresó a Parma. 
Su obra más conocida como grabador es la llamada "Biblia de Rafael", una serie de planchas creadas junto a Giovanni Lanfranco. Representan los frescos realizados por Rafael Sanzio y sus ayudantes en las "Loggias" del Palacio Apostólico de la Ciudad del Vaticano. 
Como pintor, su obra más destacada corresponde a los frescos de la iglesia de San Juan Evangelista en Reggio Emilia, basados en la obra temprana de Correggio.

## Galería

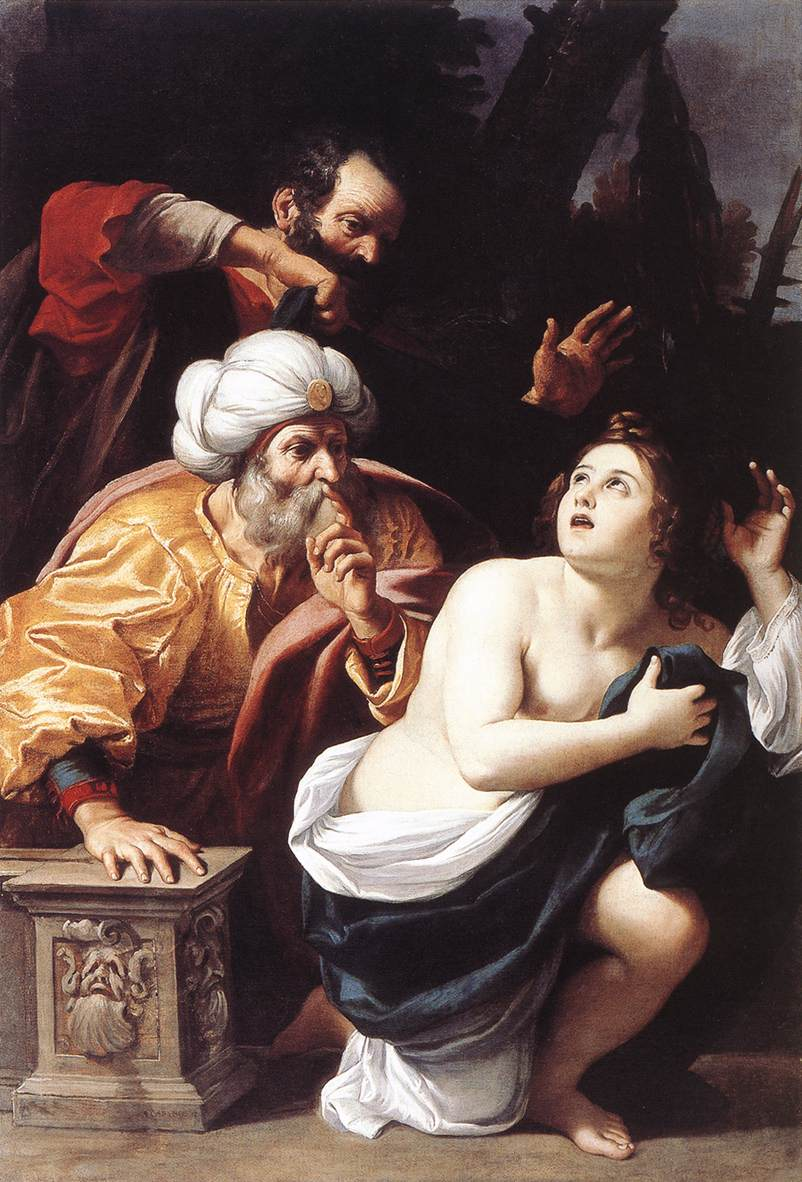
Susana y los ancianos (1609).
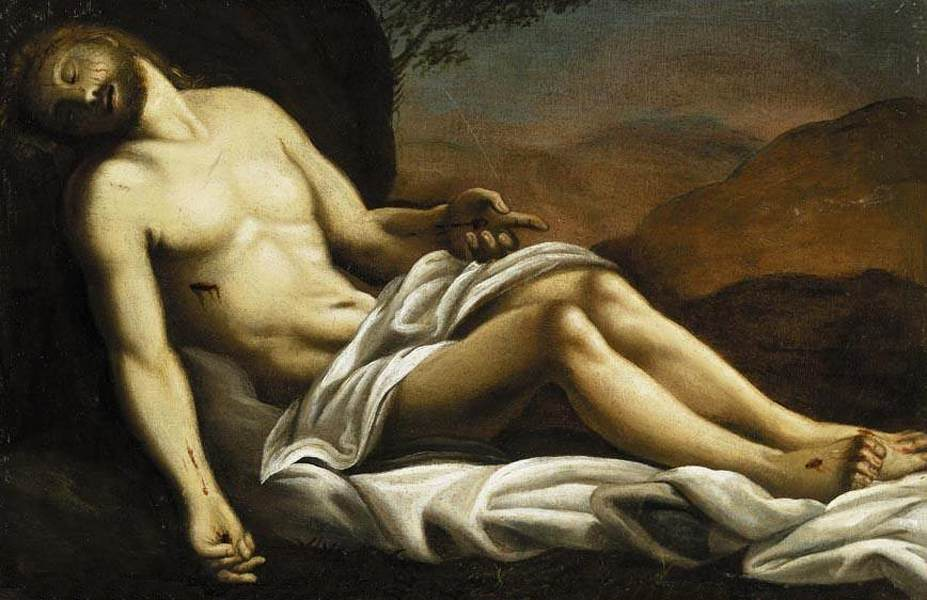
La muerte de Cristo.
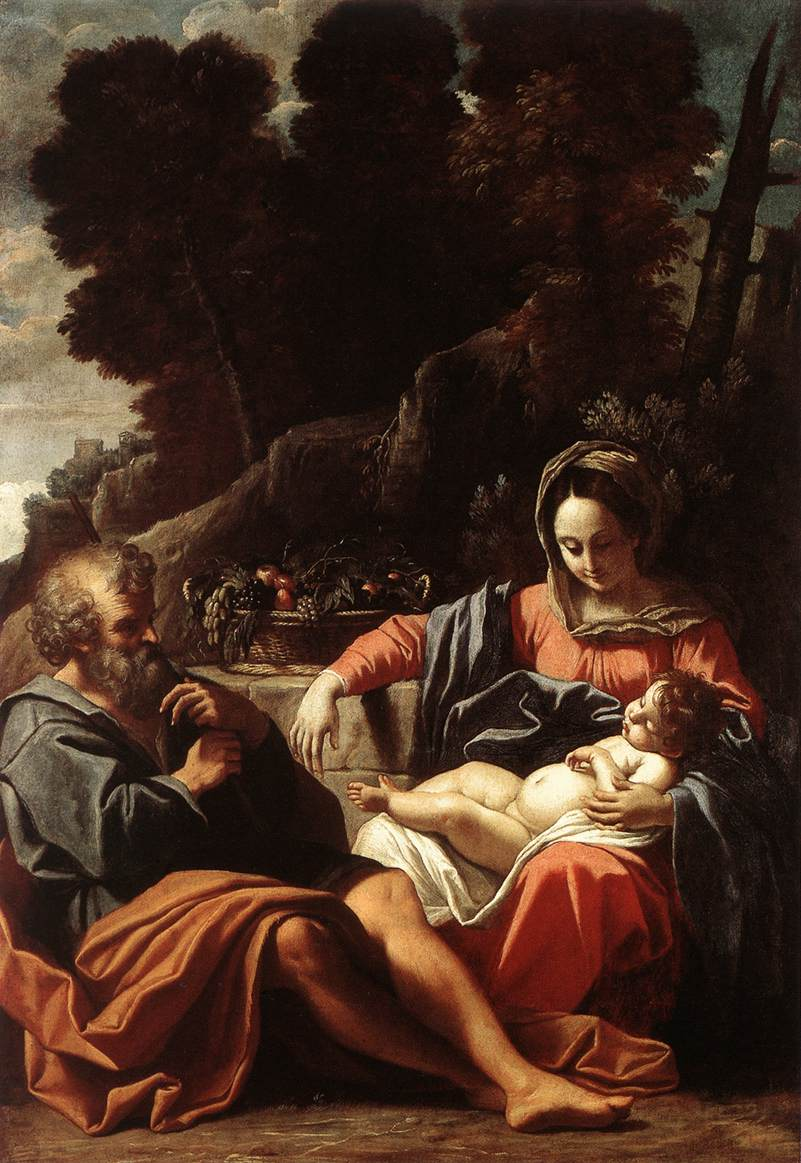
La sagrada familia (1610).
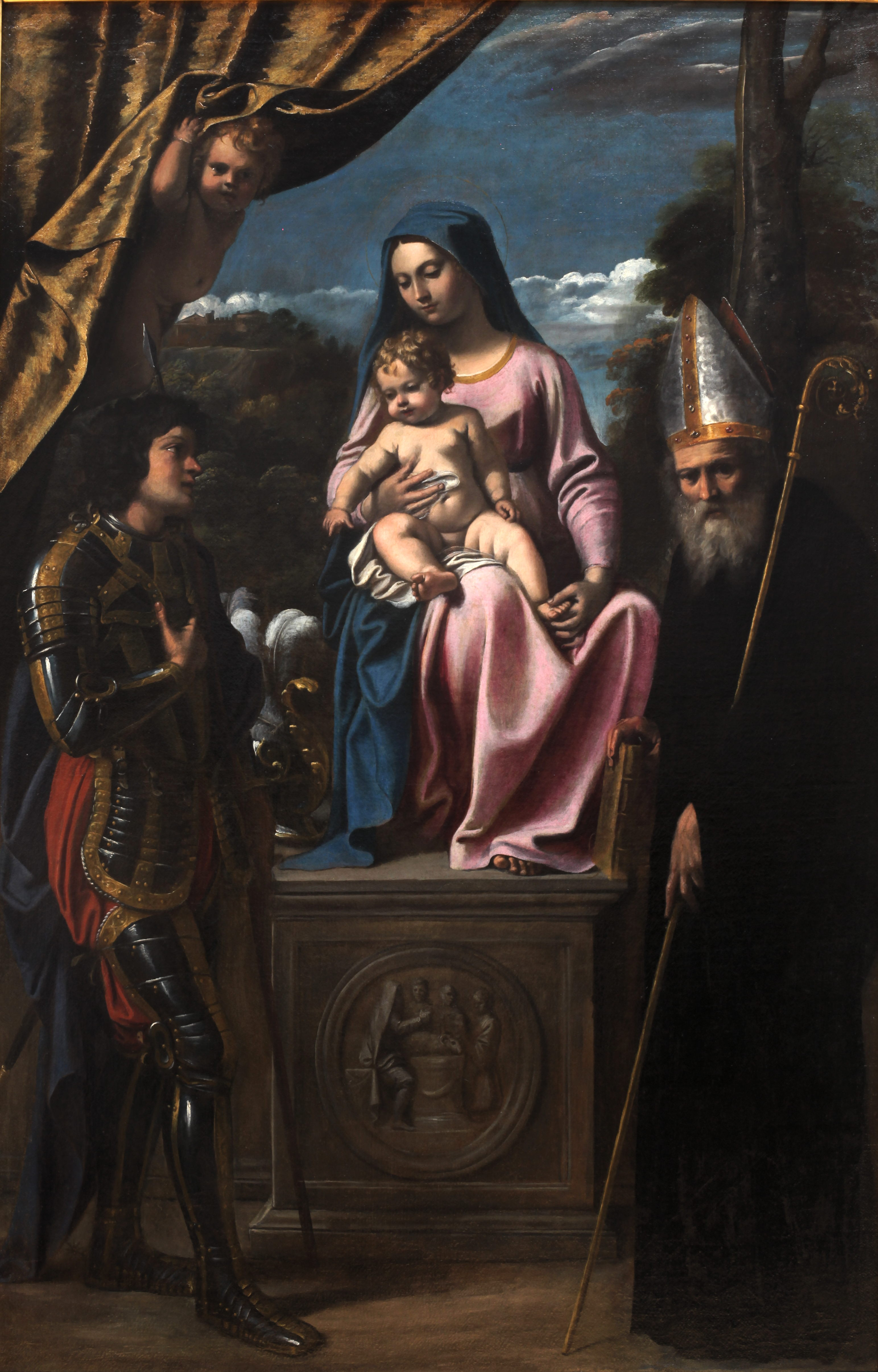
Virgen con el niño entre San Benito y San Quintín (1618).